# Aldobrandino Ottoboni
Aldobrandino Ottoboni (... – 1258) è stato un politico italiano.
È stato un personaggio storico legato alle città di Firenze e di Pietrasanta.
Aldobrandino Ottoboni fu membro del Consiglio degli Anziani della Repubblica fiorentina e uomo politico onorato per la sua integrità e per i meriti acquisiti nella guerra contro Pisa: nel 1258 ebbe solenni funerali pubblici e fu tumulato nella Chiesa di Santa Reparata in Firenze in un sepolcro "elevato più che niuno altro" (Giovanni Villani).
Una strada a Pietrasanta (LU) lo ricorda per aver salvato dalla distruzione il Castello di Motrone.
La famiglia Ottoboni, papale e principesca romana, lo annovera fra i suoi membri.